# Europa (eiland)
Europa (Frans: Île Europa) is een tropisch eiland van 28 km² met een kustlijn van 22,2 km. Het ligt in de Straat Mozambique, tussen Mozambique en Madagaskar (op 22°20 S, 40°22 E). Het is sinds 1897  in bezit van Frankrijk en het wordt bestuurd vanuit Réunion. Het kleine eiland is particulier bezit van de Franse staat en wordt geclaimd door Madagaskar. De prefect die het eiland bestuurt zit op Réunion.
Het eiland heeft geen haven en is vrijwel onbewoond. De enige bewoners zijn zo'n vijftien Franse militairen. Er is een meteorologisch station en een ongeasfalteerde landingsbaan.
Bassas da India · Europa · Juan de Nova · Glorieuzen · Tromelin